# Judge Dredd
Judge Joe Dredd is een personage uit het Britse stripblad 2000 AD. De strips over Dredd zijn de langstlopende in deze uitgave. Het personage, dat in 1977 zijn debuut maakte, werd bedacht door schrijver John Wagner en tekenaar Carlos Ezquerra, maar ook redacteur Pat Mills was betrokken bij de ontwikkeling ervan.
Judge Dredd is een futuristische rechter, die de taken van zowel politie als rechter heeft. Hij en zijn collega's mogen misdadigers ter plekke arresteren, veroordelen en zo nodig executeren.
Judge Dredd is een van de bekendste Britse stripfiguren.

## Publicatiegeschiedenis
Toen Pat Mills in 1976 2000 AD ontwikkelde, riep hij de hulp in van zijn voormalige schrijfpartner John Wagner. Wagner had voor andere publicaties geschreven over Dirty Harry-achtige agenten en suggereerde een personage waarin dit concept tot het uiterste werd doorgevoerd: een zeer gewelddadige agent die de wet handhaaft in een toekomstig New York. Mills haalde vervolgens een ouder idee van stal: 'Judge Dredd', een ongepubliceerd horrorverhaal van zijn hand. Met Wagners idee werd het concept van Judge Dredd aangepast en dit werd de basis van een nieuwe stripserie.
De visualisatie van het personage werd gedaan door Carlos Ezquerra. Hij gebruikte een advertentie van de film Death Race 2000 als voorbeeld. Ondertussen werkte Mills aan het script. Al snel verplaatste hij het verhaal van de nabije toekomst naar 122 jaar in de toekomst.
Wagner stopte met het project na het stuklopen van onderhandelingen waarin Mills en hij een groter deel van de opbrengst van de strip probeerden te krijgen. Mills redde het project door de hulp van een groep freelance-schrijvers in te roepen. Omdat 'Judge Dredd' niet op tijd klaar was voor de eerste aflevering van 2000 AD werd hij in aflevering 2 geïntroduceerd.
Dredd groeide uit tot het populairste personage van 2000 AD. Sinds de introductie stond het personage in vrijwel elke aflevering. Schrijvers en tekenaars die meewerkten aan de strip zijn Alan Grant, Brian Bolland, Mike McMahon, Ron Smith, Steve Dillon en Cam Kennedy.
Sinds 1990 heeft Dredd ook een eigen blad, Judge Dredd Megazine. Verder verscheen van 1981 tot 1998 een stripserie over het personage in de Daily Star, gevolgd door een stripserie in Metro, van januari 2004 tot januari 2005.
Vermeldenswaard is dat deze reeks geen opschuivende tijdlijn kent, zoals veel andere strips. De personages worden elk jaar een jaar ouder. Judge Dredd werd derhalve in de eerste 30 jaar van de strip ook 30 jaar ouder.

## Biografie
Senior Judge Joe Dredd is een elitelid van een futuristische politie-eenheid. Deze Judges patrouilleren dag en nacht de straten van de megalopolis Mega City One, een stad die zich uitstrekt langs de gehele oostkust van Amerika. De Judges hebben alle bevoegdheden van zowel politieagenten, rechters als beulen. Ze mogen mensen arresteren, ter plekke veroordelen, en de opgelegde straf uitvoeren.
Judge Dredd kan worden gezien als personificatie van de wet. Zijn vaste uitspraak is dan ook "I am the Law!" Hij is echter niet geheel emotieloos zoals een Judge in theorie zou moeten zijn. Hij vertoont bijvoorbeeld vaak tekenen van woede en ironie.
Ondanks zijn leeftijd (in de strip is Dredd ruim zestig jaar oud) is hij nog in goede fysieke conditie.
Dredd is net als zijn broer Rico een kloon van Fargo, het hoofd van de Judges. Dit was onderdeel van een project om de ideale Judge te maken. Hoewel dit bij Dredd lukte, werd Rico al snel corrupt en moest worden gedood door Dredd zelf.
Dredds beste vriend is mogelijk Judge Giant, met wie hij vaak samenwerkt. Jarenlang had Dredd een ongemakkelijke relatie met Cassandra Anderson. Deze relatie liep stuk toen Anderson zich tijdelijk tegen de wet keerde.

## Wapens en hulpmiddelen
Net als alle Judges hanteert Judge Dredd een arsenaal aan wapens. Hij heeft een gepantserd kostuum, met een helm die vrijwel zijn gehele gezicht bedekt. Derhalve krijgt men zijn gezicht vrijwel nooit goed te zien. Zijn primaire wapen is de Lawgiver handgun, die gecodeerd is met zijn DNA zodat niemand anders het wapen kan gebruiken. Het wapen kan zes verschillende kogels afvuren. Andere wapens zijn een futuristische gummiknuppel en een mes.
Dredds vervoermiddel is de computergestuurde en met kunstmatige intelligentie uitgeruste "Lawmaster" motorfiets. Deze motorfiets bevat een aantal kanonnen als wapens, evenals video- en communicatiesystemen.

## In andere media

### Films
- In 1995 verscheen de film Judge Dredd, met Sylvester Stallone in de hoofdrol. De film was echter geen succes.
- In 2012 werd de strip nogmaals verfilmd als Dredd (ook wel Dredd 3D genoemd), met  Karl Urban in de hoofdrol. Deze film kreeg positievere recensies dan zijn voorganger, maar was desalniettemin een grotere financiële flop.

### Spellen
- In 2003 verscheen het videospel Judge Dredd: Dredd vs. Death, geproduceerd door Rebellion Developments.
- Er bestaan een Judge Dredd-flipperkast en een Judge Dredd-rollenspel (spel).

### Romans
Tussen 1993 en 1995 publiceerde Virgin negen romans over Judge Dredd:
- Deathmasques (Dave Stone), augustus 1993. ISBN 0-352-32873-8.
- The Savage Amusement (David Bishop), augustus 1993. ISBN 0-352-32874-6.
- Dreddlocked (Stephen Marley), oktober 1993. ISBN 0-352-32875-4.
- Cursed Earth Asylum (David Bishop, december 1993. ISBN 0-352-32893-2.
- The Medusa Seed (Dave Stone), januari 1994. ISBN 0-352-32895-9.
- Dread Dominion (Stephen Marley), mei 1994. ISBN 0-352-32929-7.
- The Hundredfold Problem (John Grant), augustus 1994. ISBN 0-352-32942-4.
- Silencer (David Bishop), november 1994. ISBN 0-352-32960-2.
- Wetworks (Dave Stone), februari 1995. ISBN 0-352-32975-0.

Van 2003 tot 2007 publiceerde Black Flame een reeks 2000 AD-romans, waaronder een aantal over Judge Dredd:
- Dredd vs Death (Gordon Rennie), oktober 2003. ISBN 1-84416-061-0.
- Bad Moon Rising (David Bishop), juni 2004. ISBN 1-84416-107-2.
- Black Atlantic (Peter J. Evans en Simon Jowett), juni 2004. ISBN 1-84416-108-0.
- Eclipse (James Swallow), augustus 2004. ISBN 1-84416-122-6.
- Kingdom of the Blind (David Bishop), november 2004. ISBN 1-84416-133-1.
- Swine Fever (Andrew Cartmel), mei 2005. ISBN 1-84416-174-9.
- Final Cut (Matt Smith), januari 2005. ISBN 1-84416-135-8.
- Whiteout (James Swallow), september 2005. ISBN 1-84416-219-2.
- Psykogeddon (Dave Stone), januari 2006. ISBN 1-84416-321-0.

### Hoorspelen
Big Finish Productions produceerde in totaal acht hoorspelen over Judge Dredd:
- 1. Judge Dredd - Wanted: Dredd or Alive door David Bishop
- 2. Judge Dredd - Death Trap! door David Bishop (met Judge Death)
- 4. Judge Dredd - The Killing Zone door Dave Stone
- 5. Judge Dredd -The Big Shot! door David Bishop
- 6. Judge Dredd -Trapped on Titan door Jonathan Clements
- 7. Judge Dredd - Get Karter! door David Bishop
- 8. Judge Dredd - I Love Judge Dredd door Jonathan Morris
- 9. Judge Dredd - Dreddline door James Swallow
- 11. Judge Dredd - 99 Code Red! door Jonathan Clements
- 12. Judge Dredd - War Planet door Dave Stone
- 13. Judge Dredd - Jihad door James Swallow
- 14. Judge Dredd - War Crimes door David Bishop
- 15. Judge Dredd - For King and Country door Cavan Scott
- 16. Judge Dredd - Pre-Emptive Revenge door Jonathan Clements (with Strontium Dog)
- 17. Judge Dredd - Grud is Dead door James Swallow
- 18. Judge Dredd - Solo door Jonathan Clements

N.B. Deel 3 en 10 zijn verhalen over andere personages uit 2000 AD.

## Muziek
De song 'I am the Law' van Anthrax is een Judge Dredd hommage, net als 'Mutants in Mega-City One' van de Fink Brothers (een gelegenheidsband van Madness-leden Suggs en Smyth). Madness vernoemde ook het eigen platenlabel Zarjazz naar 2000 AD. Onder de fans van de strip zijn ook Lemmy van Motörhead en Simon le Bon van Duran Duran.